# Pahtusjärvi
Pahtusjärvi är en sjö i Finland. Den ligger i kommunen Enare i landskapet Lappland, i den norra delen av landet, 1 000 km norr om huvudstaden Helsingfors. Pahtusjärvi ligger 177,5 meter över havet. Arean är 13,5 hektar och strandlinjen är 2,29 kilometer lång. Sjön  ingår i Tana älvs huvudavrinningsområde. 